# Dušmanić
Dušmanić (izvirno srbsko Душманић) je naselje v Srbiji, ki upravno spada pod Občino Golubac; slednja pa je del Braničevskega upravnega okraja.

## Demografija
V naselju živi 140 polnoletnih prebivalcev, pri čemer je njihova povprečna starost 43,8 let (42,2 pri moških in 45,3 pri ženskah). Naselje ima 45 gospodinjstev, pri čemer je povprečno število članov na gospodinjstvo 3,91.
To naselje je popolnoma srbsko (glede na rezultate popisa iz leta 2002), a v času zadnjih treh popisov je opazno zmanjšanje števila prebivalcev.
|  |

| Demografija | Demografija     | Demografija     |
| Leto        | Št. prebivalcev | Št. prebivalcev |
| ----------- | --------------- | --------------- |
|             |                 |                 |
|             |                 |                 |
|             |                 |                 |
|             |                 |                 |
| 1948        | 276             |                 |
| 1953        | 282             |                 |
| 1961        | 273             |                 |
| 1971        | 251             |                 |
| 1981        | 214             |                 |
| 1991        | 213             | 197             |
| 2002        | 208             | 176             |
|             |                 |                 |

| Etnična sestava po popisu iz leta 2002 | Etnična sestava po popisu iz leta 2002 | Etnična sestava po popisu iz leta 2002 | Etnična sestava po popisu iz leta 2002 | Etnična sestava po popisu iz leta 2002 |
| -------------------------------------- | -------------------------------------- | -------------------------------------- | -------------------------------------- | -------------------------------------- |
| Srbi                                   | Srbi                                   |                                        | 176                                    | 100,0%                                 |
| Neznano                                | Neznano                                |                                        | 0                                      | 0,0%                                   |